# Constantino X Ducas
Constantino X Ducas (em grego: Κωνσταντίνος Ι΄ Δούκας; romaniz.: Kōnstantinos X Doukas; 1006 – 22 de maio de 1067) foi imperador bizantino entre 1059 e 1067.

## Reinado
Constantino Ducas era filho de Andrónico Ducas, um nobre da Paflagónia que pode ter sido estratego da Mésia. Constantino ganhou influência depois de se ter casado, em segundas núpcias, com Eudócia Macrembolitissa, sobrinha do patriarca Miguel Cerulário. Em 1057, Constantino apoiou a usurpação de Isaac I Comneno, mas gradualmente foi alinhando com a burocracia imperial contra as reformas do novo imperador. Apesar da sua oposição tácita, Constantino foi designado sucessor pelo já doente Isaac em novembro de 1059, influenciado por Miguel Pselo. Isaac abdicou e a 24 de novembro de 1059 Constantino X Ducas foi coroado imperador.
O novo imperador associou ao trono dois dos seus filhos, nomeou césar o seu irmão João Ducas, e iniciou uma política favorável aos interesses da burocracia da corte e da Igreja Ortodoxa. Ao cortar radicalmente nas despesas com o treino e aprovisionamento do exército, Constantino X enfraqueceu dramaticamente a defesa bizantina num momento crucial da História, quando o império enfrentava o avanço para Ocidente dos Turcos Seljúcidas e dos seus aliados turcomanos. 
Constantino tornou-se impopular junto dos apoiantes de Isaac na aristocracia militar, que tentou assassiná-lo em 1061; também não era bem quisto pela população em geral, depois de ter aumentado os impostos na tentativa de pagar ao exército. Constantino perdeu a maior parte da Itália bizantina para os Normandos de Roberto Guiscardo, com excepção dos arredores de Bari, e sofreu repetidas invasões de Alparslano na Ásia Menor em 1064 e dos Uzes nos Balcãs em 1065. Já velho e doente, faleceu a 22 de maio de 1067 e sucederam-lhe os seus filhos mais novos sob a regência da mãe, Eudócia Macrembolitissa.

## Família
Com a sua primeira esposa, filha de Constantino Dalasseno, Constantino X Ducas não teve filhos. Com a sua segunda esposa, Eudócia Macrembolitissa, Constantino X teve:
- Miguel VII Ducas, que lhe sucedeu como imperador.
- Andrónico Ducas, coimperador entre 1068 e 1078.
- Constâncio Ducas, coimperador entre 1060 e 1078, falecido em 1081.
- Ana Ducena, freira
- Teodora Ana Ducena Selvo, que se casou com Domenico Selvo, Doge de Veneza.
- Zoé Ducena se casou com Adriano Comneno, irmão do imperador Aleixo I Comneno, ambos filhos de João Comneno.